# Delia (insecto)
Delia es un género de dípteros de la familia Anthomyiidae.

## Distribución
El género Delia contiene aproximadamente entre 300 y 340 especies en todo el mundo (excluidas las especies neotropicales). En la actualidad se registran alrededor de 170 especies de la región Paleártica y 162 especies de la región Neártica, 44 de las cuales son Holárticas. La fauna afrotropical incluye 20 especies de Delia.

## Biología
Morfológicamente hablando, las moscas adultas se parecen a la mosca doméstica común y las especies poseen diferencias sutiles en tamaño, color, ubicación y longitud. Además, las moscas macho y hembra experimentan un dimorfismo sexual menor. Las larvas de Delia tienen tres estadios larvales y la morfología de los tubérculos y espiráculos larvales se utiliza para diferenciar entre especies. A medida que las larvas de las moscas Delia se adhieren y se alimentan de varias partes de la planta, cada uno de sus tres estadios larvarios tiene un sistema respiratorio especializado para facilitar la supervivencia dentro del ambiente acuoso y ácido de la planta huésped en putrefacción. El tercer estadio larvario se utiliza comúnmente con fines de identificación de especies que son de importancia.
Los huevos de los especímenes de Delia son generalmente de color blanco y de forma ovular alargada con pliegues distintivos en la superficie del huevo, que son únicos para cada especie.

## Plaga agrícola
Seis especies de Delia (D. antiqua, D. floralis, D. florilega, D. planipalpis, D. platura, D. radicum) son plagas agrícolas comunes durante su etapa larvaria, causando graves pérdidas económicas en toda América del Norte y Europa.

## Ejemplares del género

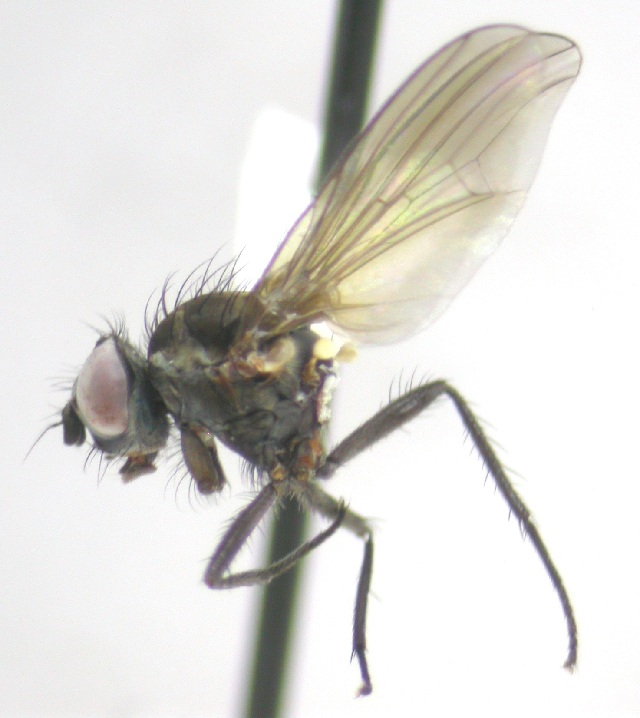
Delia alaba
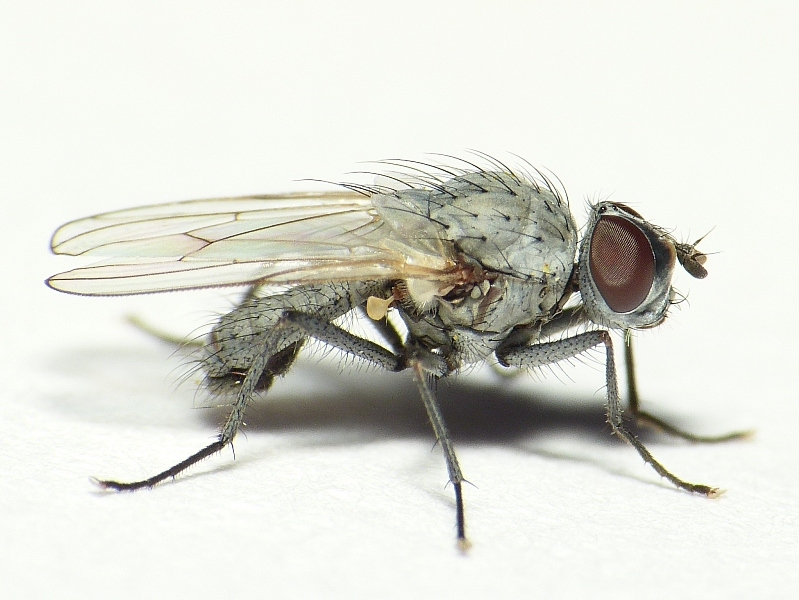
Delia albula
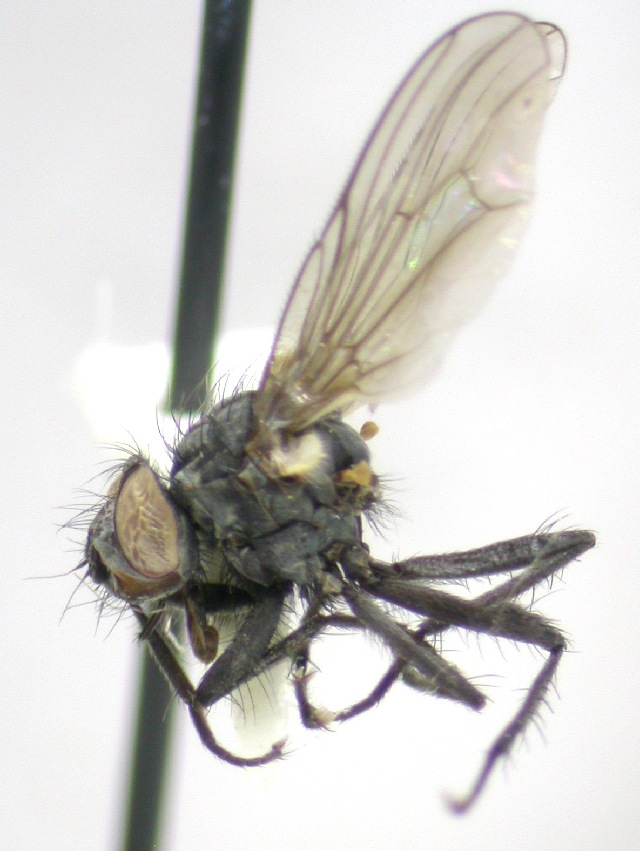
Delia bucculenta
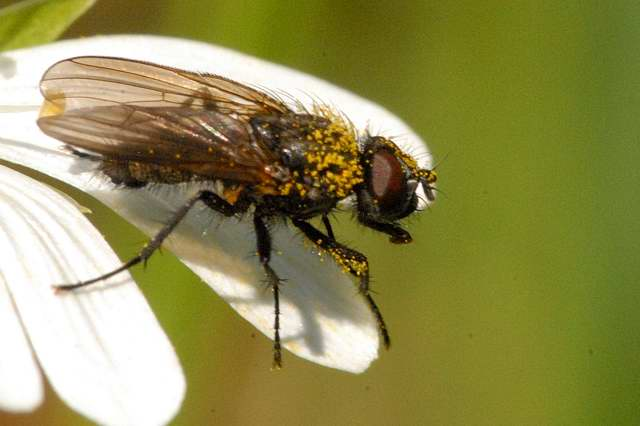
Delia cardui
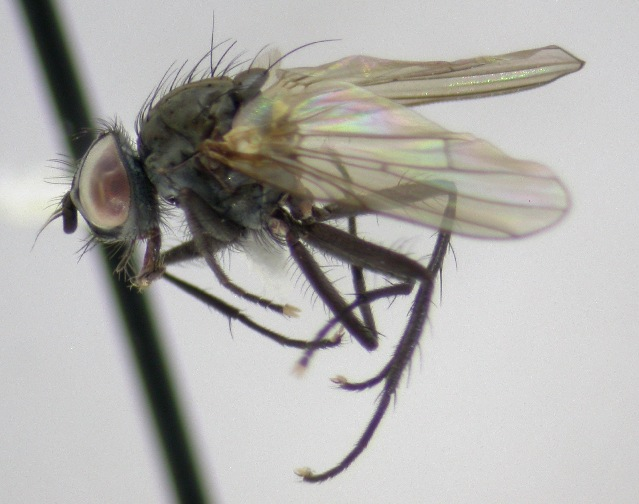
Delia echinata
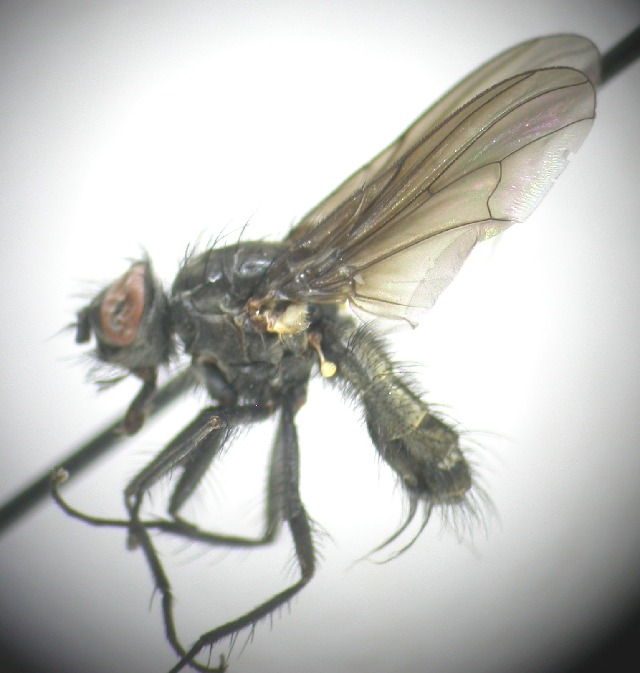
Delia extensa
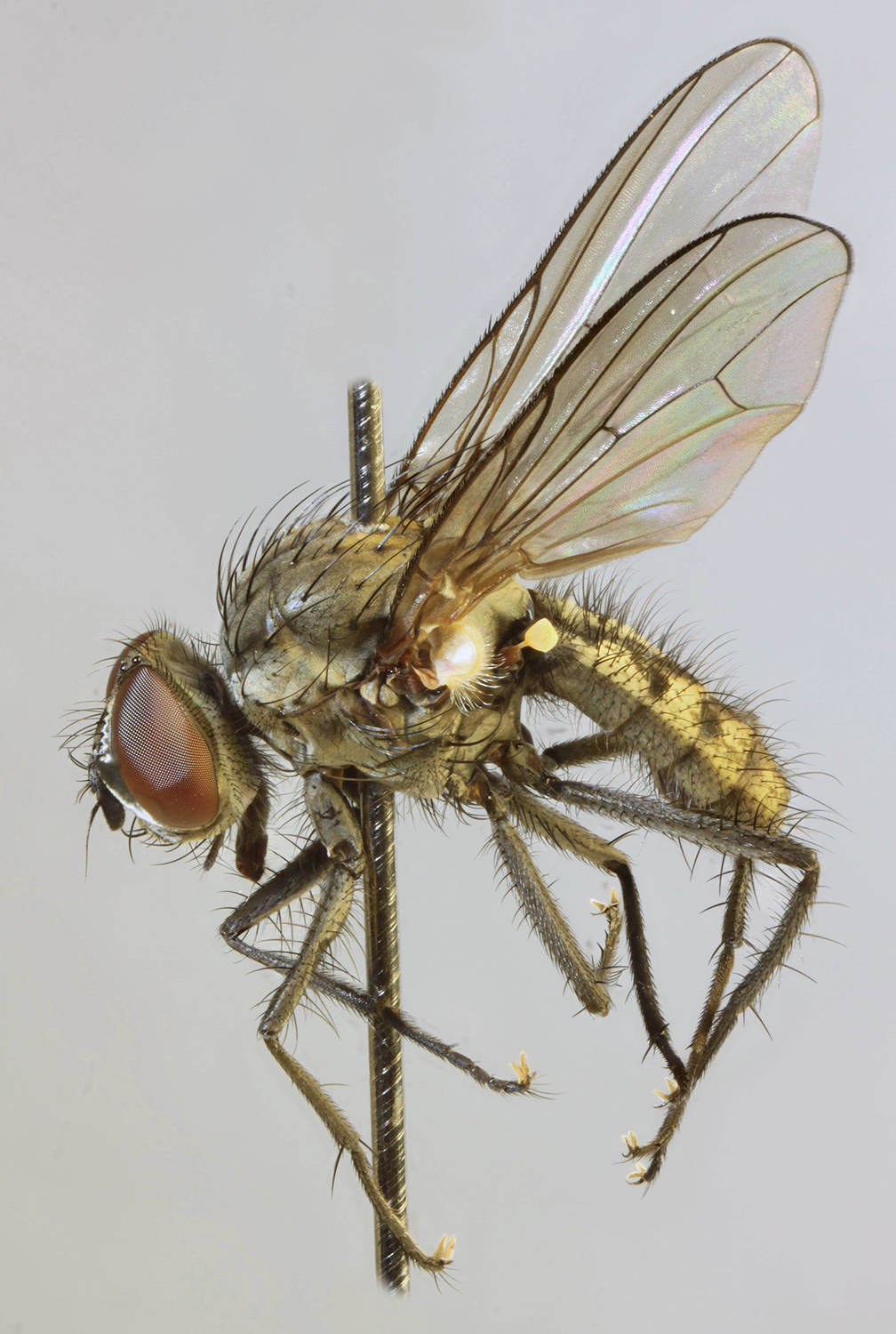
Delia florilega
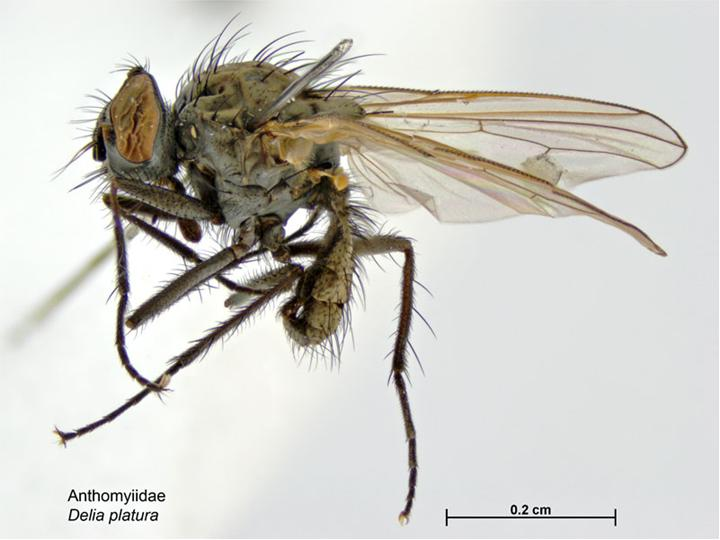
Delia platura
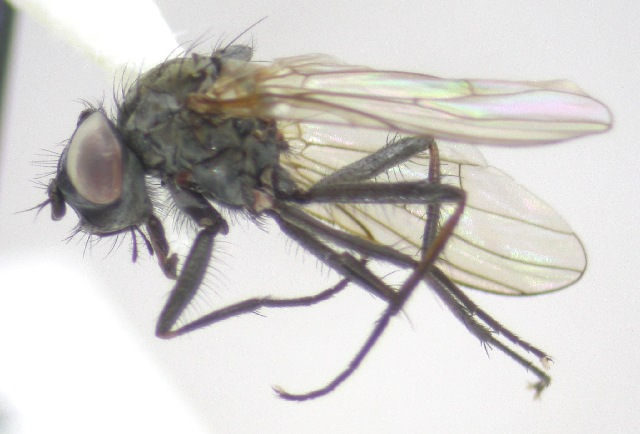
Delia prostriata
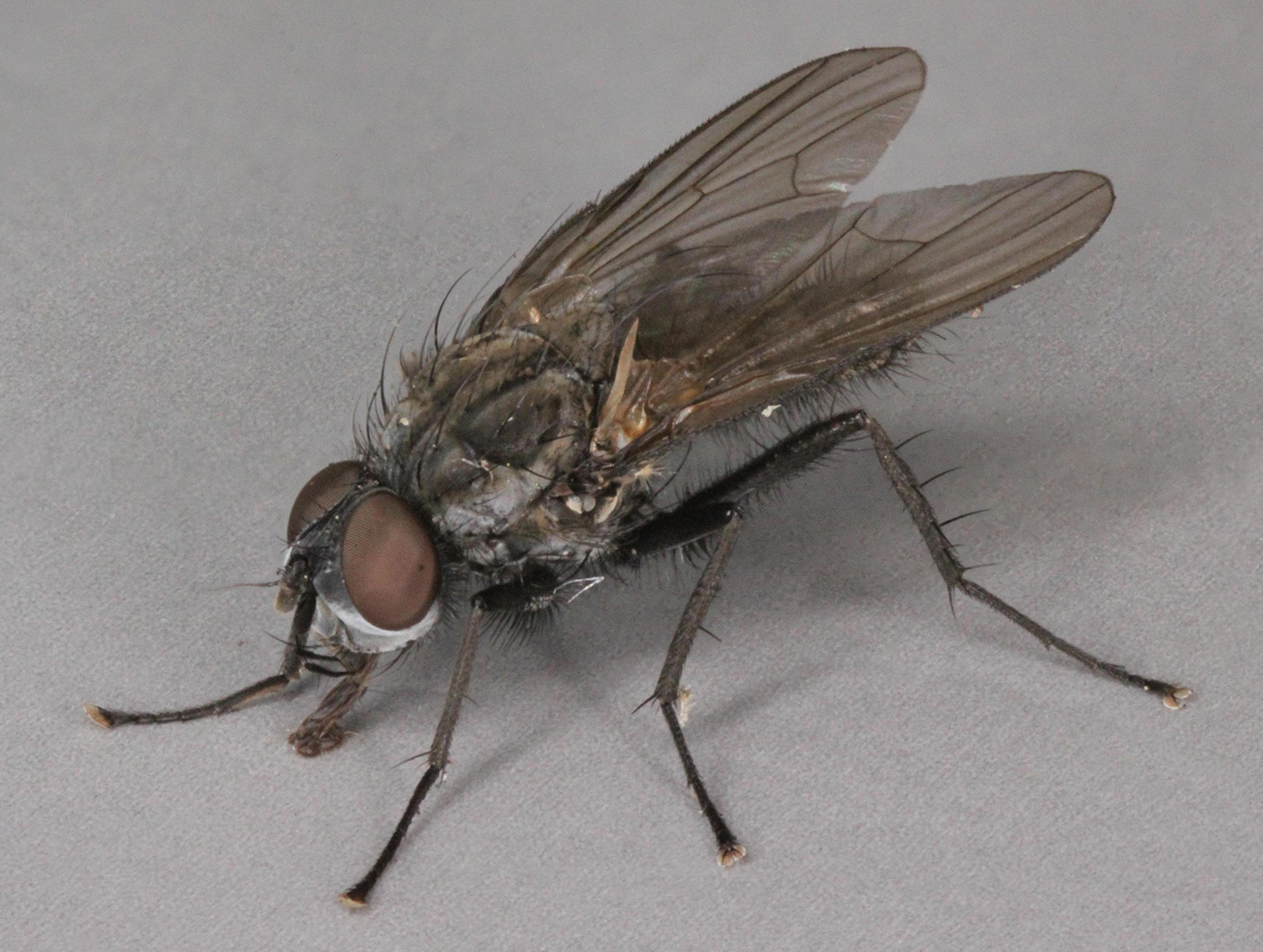
Delia radicum

## Especies
- Delia abruptiseta
- Delia absidata
- Delia abstracta
- Delia acadiana
- Delia aemene
- Delia agricola
- Delia alaba
- Delia alaskana
- Delia alatavensis
- Delia albipennis
- Delia albula
- Delia alternata
- Delia ancylosurstyla
- Delia andersoni
- Delia angusta
- Delia angustaeformis
- Delia angustifrons
- Delia angustissima
- Delia angustiventralis
- Delia angustiventris
- Delia aniseta
- Delia annularis
- Delia anthophila
- Delia antiqua
- Delia apicifloralis
- Delia aquitima
- Delia arambourgi
- Delia arenicola
- Delia armata
- Delia arvicola
- Delia atra
- Delia atrata
- Delia atrifrons
- Delia attenuata
- Delia augusta
- Delia auricolor
- Delia aurosialata
- Delia bacilligera
- Delia banksiana
- Delia beringiana
- Delia bernardinensis
- Delia bipartita
- Delia bipartitoides
- Delia bisciliata
- Delia bisetosa
- Delia bracata
- Delia brassicaeformis
- Delia brunnescens
- Delia bucculenta
- Delia byersi
- Delia caledonica
- Delia calthae
- Delia calviloba
- Delia cameroonica
- Delia canalis
- Delia canariensis
- Delia capensis
- Delia cardui
- Delia carduiformis
- Delia carri
- Delia cerealis
- Delia chillcotti
- Delia chirisana
- Delia chortophilina
- Delia cilifera
- Delia cilitarsis
- Delia clandestina
- Delia clavata
- Delia coarctata
- Delia coarctoides
- Delia coei
- Delia commixta
- Delia concorda
- Delia conversata
- Delia coronariae
- Delia cortesiana
- Delia cregyoglossa
- Delia crinita
- Delia criniventris
- Delia cuneata
- Delia cupricrus
- Delia curvipes
- Delia cyclocera
- Delia danae
- Delia deceptoria
- Delia deviata
- Delia discalis
- Delia dispar
- Delia dissimilipes
- Delia dolichosternita
- Delia dovreensis
- Delia duplicipectina
- Delia echinata
- Delia echinopyga
- Delia egleformis
- Delia elongata
- Delia endorsina
- Delia euremena
- Delia eurymetopa
- Delia exigua
- Delia expansa
- Delia extensa
- Delia extenuata
- Delia fabricii
- Delia fallax
- Delia fasciventris
- Delia felsicanalis
- Delia flavibasis
- Delia flavipes
- Delia flavitibia
- Delia flavitibiella
- Delia flavogrisea
- Delia floraliformis
- Delia floralis
- Delia florilega
- Delia formosana
- Delia fracta
- Delia frontella
- Delia frontulenta
- Delia fulvescens
- Delia fuscilateralis
- Delia fuscipennis
- Delia gallica
- Delia gansuensis
- Delia garretti
- Delia germana
- Delia giresunensis
- Delia glabra
- Delia glabritheca
- Delia gracilibacilla
- Delia gracilipes
- Delia gracilis
- Delia groenlandica
- Delia heraclei
- Delia herbicola
- Delia hirticrura
- Delia hirtitibia
- Delia hoffmannii
- Delia hudsonica
- Delia hystricosternita
- Delia hystriocosternita
- Delia impilosa
- Delia inaequalis
- Delia inconspicua
- Delia indiscreta
- Delia ineptifrons
- Delia integralis
- Delia interflua
- Delia intimata
- Delia ismayi
- Delia jilinensis
- Delia kigeziana
- Delia kullensis
- Delia kumatai
- Delia lamellicauda
- Delia lamelliseta
- Delia lamellisetoides
- Delia lasiosternum
- Delia latissima
- Delia lavata
- Delia leechi
- Delia leptinostylos
- Delia leucophoroides
- Delia linearis
- Delia lineariventris
- Delia littoralis
- Delia lobistyla
- Delia longiarista
- Delia longicauda
- Delia longicercula
- Delia longisetigera
- Delia longitheca
- Delia lupini
- Delia lupinoides
- Delia mackinleyana
- Delia madagascariensis
- Delia madoensis
- Delia majuscula
- Delia manitobensis
- Delia martini
- Delia mastigophalla
- Delia megacephala
- Delia megatricha
- Delia metatarsata
- Delia mexicana
- Delia micans
- Delia montana
- Delia montezumae
- Delia monticola
- Delia montium
- Delia montivagans
- Delia mutabilis
- Delia mutans
- Delia nemoralis
- Delia nemostylata
- Delia neomexicana
- Delia nepalensis
- Delia nigrescens
- Delia nigriabdominis
- Delia nigribasis
- Delia nigricaudata
- Delia nigripennis
- Delia nivalis
- Delia normalis
- Delia notobata
- Delia nubilalis
- Delia nuda
- Delia opacitas
- Delia oppidans
- Delia oregonensis
- Delia orwelliana
- Delia pacifica
- Delia pallipennis
- Delia palustris
- Delia pamirensis
- Delia pansihirta
- Delia parafrontella
- Delia parcepilosa
- Delia partivitra
- Delia parvicanalis
- Delia paupercula
- Delia pectinata
- Delia pectinator
- Delia pectinitibia
- Delia penicillaris
- Delia penicillella
- Delia penicillosa
- Delia persica
- Delia pilicerca
- Delia pilifemur
- Delia pilifera
- Delia pilimana
- Delia piliseritibia
- Delia pilitarsis
- Delia pilitibia
- Delia piliventris
- Delia piniloba
- Delia planipalpis
- Delia platura
- Delia plumosula
- Delia pluvialis
- Delia podagricicauda
- Delia polaris
- Delia pratensis
- Delia propinquina
- Delia prostriata
- Delia pruinosa
- Delia pseudechinata
- Delia pseudextensa
- Delia pseudobifascinata
- Delia pseudofugax
- Delia pseudorainieri
- Delia pseudoventralis
- Delia quadrilateralis
- Delia quadripila
- Delia quercupinetorum
- Delia radicum
- Delia rainieri
- Delia recurva
- Delia recurvata
- Delia reliquens
- Delia repens
- Delia repleta
- Delia rimiventris
- Delia riparia
- Delia robustiseta
- Delia rondanii
- Delia rossica
- Delia sanctijacobi
- Delia saxatilis
- Delia schistophalla
- Delia sclerostylata
- Delia segmentata
- Delia sequoiae
- Delia seriata
- Delia serrulata
- Delia seticauda
- Delia setifirma
- Delia setigera
- Delia setiseriata
- Delia setisissima
- Delia setitarsata
- Delia setiventris
- Delia sierricola
- Delia silvicola
- Delia simpla
- Delia simpliciana
- Delia simulata
- Delia sobrians
- Delia solidilamina
- Delia soror
- Delia sphaerobasis
- Delia spicularis
- Delia steiniella
- Delia subalpina
- Delia subinterflua
- Delia submetallica
- Delia subnigribasis
- Delia suburbana
- Delia subvesicata
- Delia tarsata
- Delia tarsifimbria
- Delia tenuiformis
- Delia tenuiventris
- Delia tenupenis
- Delia terpsichore
- Delia tessellata
- Delia tibialis
- Delia tibila
- Delia tiensuui
- Delia tornensis
- Delia trispinosa
- Delia tschekanovskyi
- Delia tumidula
- Delia turcmenica
- Delia turkestanica
- Delia umbellatarum
- Delia unduliloba
- Delia unguitigris
- Delia unica
- Delia uniseriata
- Delia unispina
- Delia urbana
- Delia ventralis
- Delia vesicata
- Delia viatica
- Delia vicina
- Delia virgithorax
- Delia vockerothi
- Delia vulgaris
- Delia winnemana
- Delia xanthobasis